# Sienska katedrala
Sienska katedrala (tal. Cattedrale Metropolitana di Santa Maria Assunta) jedna je od najpoznatijih romaničko - gotičkih katedrala u Italiji, koja se uzdiže na istoimenom trgu u povijesnom središtu Siene.
Katedrala je, zajedno s povijesnim središtem, izgrađena 1995. godine. uvršten na UNESCO-ov popis svjetske baštine u Europi.
Katedrala također ima brojne vitraje, od kojih je najvrjedniji onaj Duccia di Boninsegnea, koji je nekoć krasio okulus iznad apside, ali je kasnije premješten u muzej i zamijenjen kopijom.